# Garfield (album)
Garfield è il primo album in studio del cantautore statunitense Adam Green, pubblicato nel 2002.

## Tracce
1. Apples, I'm Home – 1:45
2. My Shadow Tags on Behind – 2:28
3. Bartholemew – 3:17
4. Mozarella Swastikas – 3:37
5. Dance with Me – 3:49
6. Computer Show – 3:01
7. Her Father and Her – 2:41
8. Baby's Gonna Die Tonight – 3:00
9. Times Are Bad – 2:36
10. Can You See Me – 4:48
11. (untitled silence track) – 1:02
12. Dance With Me (EP version) – 3:33
13. Bleeding Heart (EP version) – 2:03
14. Computer Show (EP version) – 3:04